# Ignasi Candela Serna
Pour les articles homonymes, voir Candela (homonymie) et Serna.
Ignasi Candela Serna, né le 6 juin 1987 à Crevillent, est un homme politique espagnol membre de Coalition Compromís.
Il est élu député de la circonscription d'Alicante lors des élections générales de décembre 2015.

## Biographie

### Profession
Ignasi Candela Serna est titulaire d'une licence en économie et d'un master en économie internationale et développement de l'université d'Alicante.

### Carrière politique
Le 20 décembre 2015, il est élu député pour Alicante au Congrès des députés et réélu en 2016.